# Brose Fahrzeugteile
Brose, «Брозе» — немецкая частная компания, производитель комплектующих для автомобильной промышленности, в частности, электроприводов для дверей и сидений. Штаб-квартира расположена в Кобурге (Бавария).

## История
Компанию основал Макс Брозе в 1908 году для торговли комплектующими для автомобилей и самолётов. После окончания Первой мировой войны Брозе с партнёром Эрнстом Юлингом (Ernst Jühling) начали собственное производство комплектующих, купив в 1919 году небольшой завод в Кобурге. Продукция включала фары, свечи зажигания, домкраты и ручной инструмент. В 1928 году было начато производство механических стеклоподъёмников. В 1930-х годах предприятие начало выпуск стандартных 20-литровых канистр для бензина.
В 1950-х годах компания начала осваивать новые категории продукции, включая автомобильные рамы, направляющие рельсы и даже печатные машинки под брендом Brosette. В 1963 году компанией был разработан электростеклоподъёмник, первой серийной моделью, где он применялся, была BMW 3200 CS. Макс Брозе возглавлял компанию до самой смерти в 1968 году; на тот момент в ней работало более 1000 человек, оборот составлял 35 млн немецких марок, Brose была крупнейшим поставщиком стеклоподъёмников в ФРГ.
В октябре 1971 года компанию возглавил Микаэль Стошек, внук основателя; в руководстве также принимала участие его сестра Кристина. В 1970-х годах началось расширение деятельности на другие страны, к прижним клиентам (Daimler-Benz, Volkswagen, Opel, Fiat, Borgward, BMW) добавились Volvo, Saab, Jaguar, Ford, Alfa Romeo и Audi. В 1979 году был начат выпуск сервоприводов сидений; сложная электромеханическая система регулирования сидений впервые начала использоваться в автомобилях Mercedes-Benz S-класс. В 1980-х годах компания начала разрабатывать на только электроприводы для дверей и сидений, но и электронные системы управления.
В 1988 году в Испании и Великобритании были открыты первые зарубежные заводы. В 1993 году начал работу завод в Мексике, а в 1996 году — в КНР. Во второй половине 1990-х годов был заключён крупный контракт на поставки модулей для дверей для модели Volkswagen Passat, для выполнения которого в Меране был построен отдельный завод. В 2002 году у Bosch было куплено подразделение систем блокировки дверей. 
В 2014 году была создана дочерняя компания Brose Antriebstechnik по производству приводов для электровелосипедов; в 2025 году она была продана корпорации Yamaha.

## Собственники и руководство
Brose Fahrzeugteile является семейной компанией и контролируется Микаэлем Стошеком, Кристиной Фолькманн и их детьми.

## Деятельность
Подразделения компании по состоянию на 2022 год:
- экстерьер — электроприводы и датчики для дверей автомобиля (стеклоподъёмники, замки, системы безопасности); выручка 3,1 млрд евро;
- интерьер — сервоприводы сидений; выручка 2 млрд евро;
- электроприводы — электромоторы для систем вентиляции, охлаждения двигателя, рулевого управления и тормозов; выручка 1,3 млрд евро;
- Brose Sitech — совместное предприятие с Volkswagen по производству сидений; выручка 1,2 млрд евро.

Выручка за 2022 год составила 7,5 млрд евро, из них на Европу пришлось 3,9 млрд евро, на Америку — 2 млрд евро, на Азию — 1,6 млрд евро. Производственные мощности имелись в 25 странах и насчитывали 44 собственных завода и 14 заводов в рамках совместных предприятий.
По состоянию на 2022 год в группе Brose работало 22,9 тыс. человек, из них в Германии — 7,4 тыс., в остальной Европе — 6,1 тыс., в Китае — 3,1 тыс., в остальной Азии — 0,2 тыс., в Северной Америке — 5,7 тыс., в Южной Америке — 0,4 тыс.

## Спонсорство

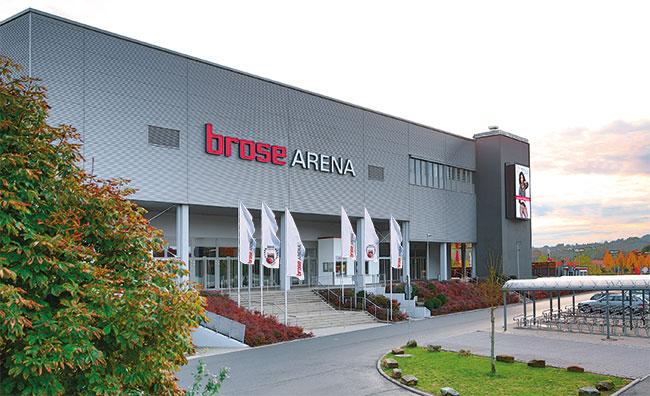
Brose Arena в Бамберге

С 2006 по 2023 год компания была спонсором и совладельцем баскетбольного клуба «Брозе» (9-кратного чемпиона Германии). Имя компании также носила домашняя арена клуба в Бамберге.